# 子範疇
在數學中，一個範疇C的子範疇是一個範疇S，其物件為C內的物件，態射為C內的態射，且有相同的單位態射與態射複合。直觀上來看，C的子範疇是一個從C中「移去」部份物件和態射的範疇。

## 形式定義
令C為一範疇。C的子範疇S給定於
- C中物件的子類，標記為ob(S)，
- C中態射的子類，標記為hom(S)。使得
- 對每個在ob(S)內的X而言，單位態射idX會在hom(S)內。
- 對每個在hom(S)內的態射f : X → Y而言，源物件X和目標物件Y都會在ob(S)內。
- 對每對在hom(S)內的態射f和g而言，複合f o g會如其定義地在hom(S)內。

上述條件確定S本身也會是個範疇。其中存在一自然函子I : S → C，稱之為包含函子，單純為物件和態射的恆等函數。
一個範疇C的完全子範疇（full subcategory）是一個C的子範疇S，而這子範疇使得每對在S內的物件X和Y，
{\displaystyle \mathrm {Hom} _{\mathcal {S}}(X,Y)=\mathrm {Hom} _{\mathcal {C}}(X,Y)}。
一個完全子範疇是一個包括著在S的物件間「所有」態射的範疇。對任一堆在C內的物件A，必存在唯一一個C的全子範疇，其物件為A內的所有物件。

## 內嵌
給定一個C的子範疇S，其包含函子I : S → C在物件上是忠實且單射的。此函子為完全的若且唯若S為一完全子範疇。
一個函子F : B → C被稱之為是一個內嵌若其為
- 一個忠實函子，且
- 在物件上是單射的。等價地說，F是一個內嵌若其在態射上為單射。一個函子F被稱之為完全內嵌，則是若其為一完全函子，且為一內嵌。

對任一（完全）內嵌F : B → C而言，F的值域是C的一個（完全）子範疇S，且F可導出一個由B和S間的範疇同構。

## 子範疇類型
一個C的子範疇S被稱之為同構封閉的，若每一個在C內的同構k : X → Y（Y在S內）也會屬於S。一個同構封閉完全子範疇被稱之為是嚴格完全的。
一個C的子範疇是寬的，若其包括所有C的物件。一個寬子範疇基本上不會是完全的：一個範疇唯一的完全寬子範疇即是此一範疇本身。
一個塞爾子範疇是指一個阿貝爾範疇C的一非空完全子範疇S，其中對所有在C內的所有短正合序列
{\displaystyle 0\to M'\to M\to M''\to 0}
M會屬於S，若且唯若{\displaystyle M'}和{\displaystyle M''}也屬於S。

## 另見
- 反射子範疇